# Ron Perlman/Filmografie

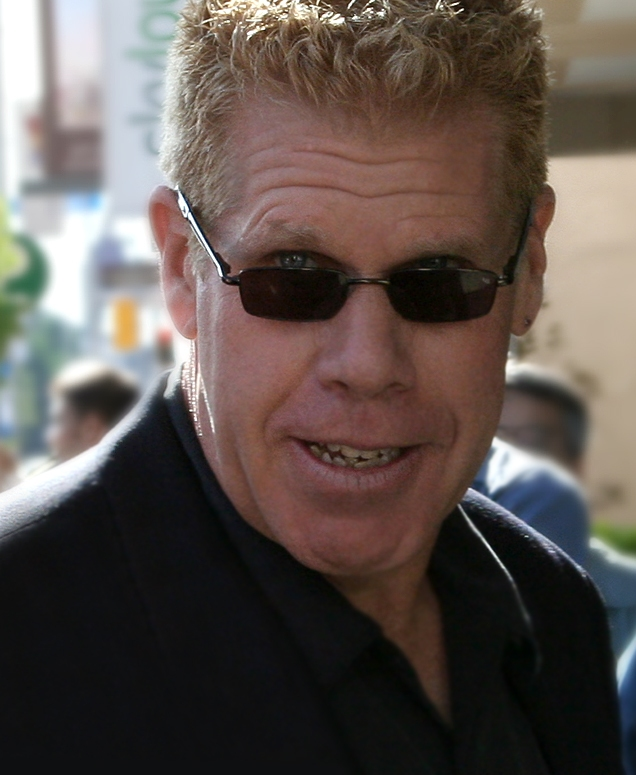
Ron Perlman (2006)

Ron Perlmans Filmografie nennt die Filme und Serien, in denen der Filmschauspieler Ron Perlman mitgewirkt hat. In seiner mehr als 30-jährigen Filmkarriere war er in mehr als 270 Film- und Fernsehproduktionen zu sehen.
Seine erste Rolle im Filmgeschäft übernahm er unter der Regie von Jean-Jacques Annaud in dem preisgekrönten Film Am Anfang war das Feuer von 1981. In Deutschland wurde er 1986 mit der Rolle des Mönchs Salvatore in Der Name der Rose nach dem gleichnamigen Roman von Umberto Eco bekannt und ab 1987 spielte er drei Jahre das Biest in der von CBS produzierten Fernsehserie Die Schöne und das Biest. Es folgten zahlreiche Haupt- und Nebenrollen in hochdotierten Filmen und Fernsehserien, wobei er aufgrund seines auffälligen Äußeren häufig Charaktere mit körperlichen Deformierungen oder Rollen, die viel Maske erfordern, spielte. Hierzu gehörte vor allem die Rolle als Hellboy in dem gleichnamigen Film.
Neben den Filmrollen übernahm Perlman auch zahlreiche Sprechrollen als Erzähler und für verschiedene Charaktere in animierten Filmen, darunter etwa in Titan A.E., Rapunzel – Neu verföhnt, der Fernsehserie Star Wars: The Clone Wars und Percy Jackson – Im Bann des Zyklopen.

## Erklärung

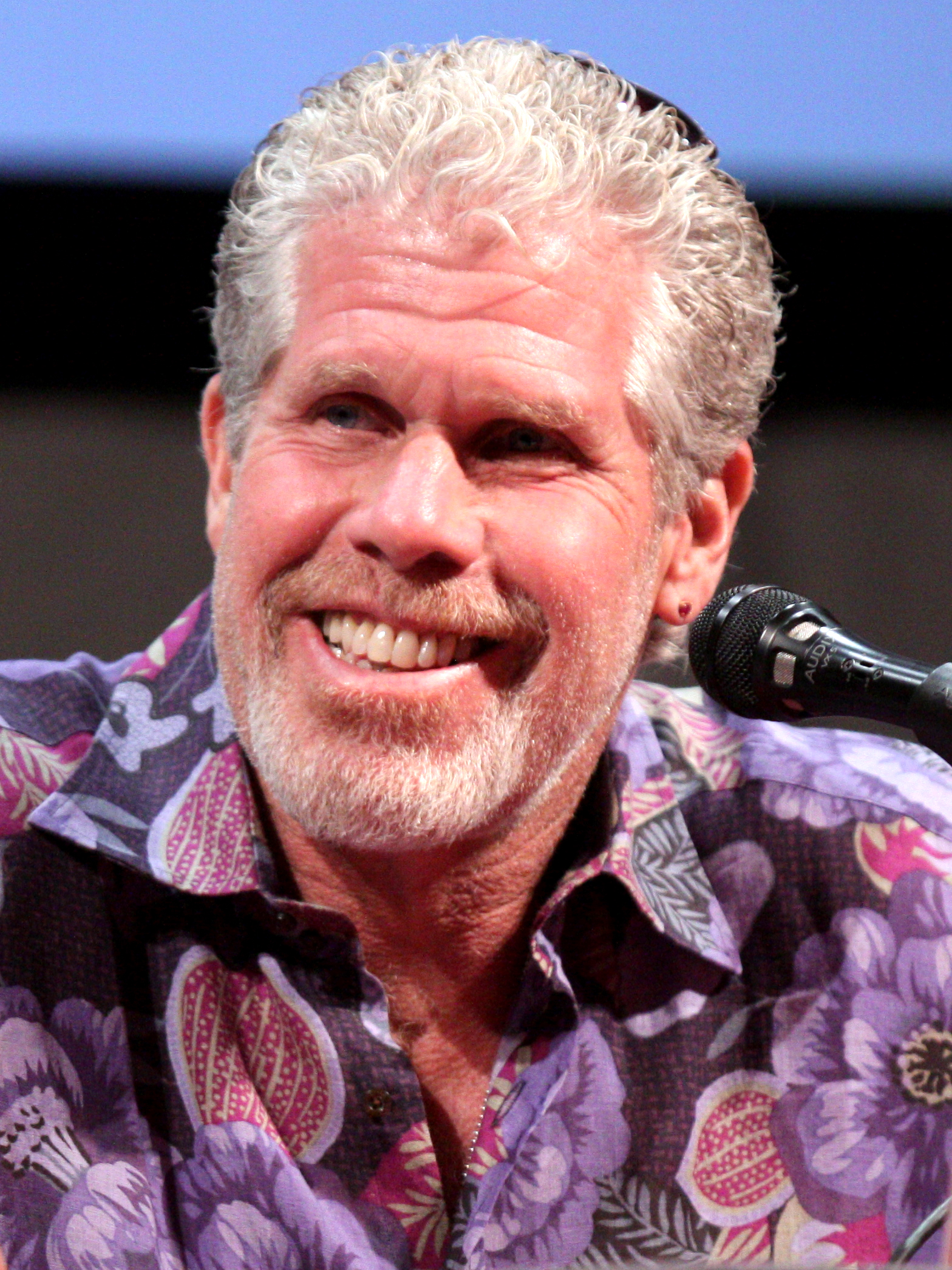
Ron Perlman (2011)

- Jahr: Nennt das Jahr, in dem der Film erstmals erschienen ist.
- Deutscher Titel: Nennt den deutschen Titel des Films. Manche Filme sind nie in Deutschland erschienen.
- Originaltitel: Nennt den Originaltitel des Films.
- Regisseur: Nennt den Regisseur des Films.
- Genre: Nennt das Genre des Films (bsp. Abenteuerfilm, Science-Fiction, Horrorfilm, Komödie oder Drama).
- Min.: Nennt die ursprüngliche Länge des Films in der Kinofassung in Minuten. Manche Filme wurden später gekürzt, teilweise auch nur für deutschen Filmverleih. Kinofilme haben 24 Vollbilder pro Sekunde. Im Fernsehen oder auf DVD werden Filme im Phase-Alternating-Line-System (PAL) mit 25 Vollbildern pro Sekunde gezeigt, siehe PAL-Beschleunigung. Dadurch ist die Laufzeit der Filme im Kino um vier Prozent länger als im Fernsehen, was bei einer Kinolaufzeit von 100 Minuten eine Lauflänge von 96 Minuten im Fernsehen bedeutet.
- Credit: Nennt, ob Ron Perlman im Film im Vor- und/oder Abspann genannt wird (Ja), oder nicht (Nein).
- Rolle: Beschreibt die Rolle Ron Perlmans in groben Zügen. Unter Anmerkung stehen weitere Informationen zum Film.

## Filme
Die Liste der Filme enthält alle Kinofilme, bei denen Ron Perlman eine Rolle gespielt hat, sowie eine Auswahl von Fernsehserien mit seiner Beteiligung. Außerdem enthalten ist eine Auswahl von Filmen, bei denen er eine Sprechrolle hatte (vor allem Zeichentrickfilme).
| Inhaltsverzeichnis | 1970er | 1980er | 1990er | 2000er | 2010er | 2020er |

| Jahr      | Deutscher Titel                                   | Originaltitel                                 | Regisseur                     | Genre                                       | Min.           | Credit | Rolle |
| --------- | ------------------------------------------------- | --------------------------------------------- | ----------------------------- | ------------------------------------------- | -------------- | ------ | --- |
|           |                                                   |                                               |                               | 1970er                                      |                |        | |
| 1979      | –                                                 | Ryan’s Hope                                   | –                             | Fernsehserie, zwei Folgen                   | 30             | –      | |
|           |                                                   |                                               |                               | 1980er                                      |                |        | |
| 1981      | Am Anfang war das Feuer                           | La guerre du feu                              | Jean-Jacques Annaud           | Abenteuerfilm                               | 100            | Ja     | Amoukar, ein Jäger der Neandertaler; Amoukar wird nach einem Überfall durch einen Stamm von Homo erectus, bei dem der größte Teil seines Stammes getötet und das Feuer zerstört wurde, gemeinsam mit den Stammesgefährten Naoh und Gaw ausgesendet, um Feuer zu suchen und damit das Überleben der verbliebenen Neandertaler zu retten. |
| 1983      | Krieg der Eispiraten                              | The Ice Pirates                               | Stewart Raffill               | Komödie                                     | 94             | Ja     | Zeno, Crewmitglied der Eispiraten |
| 1986      | Der Name der Rose                                 | Le Nom de la rose                             | Jean-Jacques Annaud           | Drama                                       | 126            | Ja     | Salvatore, ein missgestalteter Mönch im Kloster |
| 1987–1990 | Die Schöne und das Biest                          | Beauty and the Beast                          | -                             | Drama                                       | 56 Folgen à 30 | Ja     | Vincent, ein mythischer und adliger Löwen-Mann, der eine Beziehung zu Catherine, einer Assistenzstaatsanwältin, aufbaut. |
| 1988      | Gebot des Schweigens                              | Stoning in Fulham County                      | Larry Elikann                 | Drama                                       | 95             | Ja     | |
|           |                                                   |                                               |                               | 1990er                                      |                |        | |
| 1992      | Schlafwandler                                     | Sleepwalkers                                  | Mick Garris                   | Horror                                      | 91             | Ja     | Captain Soames, Staatspolizist; Soames wird bei dem Versuch, Tanya Robertson von Mary Brady zu befreien, von dieser verstümmelt und getötet. |
| 1993      | Cronos                                            | La Invención de Cronos                        | Guillermo del Toro            | Horror                                      | 94             | Ja     | Angel de la Guardia, Neffe des Industriellen Dieter de la Guardia; Angel versucht, für seinen todkranken Onkel den Cronos zu besorgen, und tötet dafür den Antiquitätenhändler Jesus Gris, der jedoch vom Cronos wieder zum Leben erweckt wird. |
| 1993      | Romeo Is Bleeding                                 | Romeo Is Bleeding                             | Peter Medak                   | Thriller                                    | 105            | Ja     | Anwalt des Polizisten Jack Grimaldi |
| 1993      | Die Abenteuer von Huck Finn                       | The Adventures of Huck Finn                   | Stephen Sommers               | Abenteuerfilm                               | 108            | Ja     | Pap Finn, der Vater des Huckleberry Finn; Pap Finn ist ein Trinker und Herumtreiber, der Huck abgeben musste und ihn von der Witwe Douglas in der Hoffnung auf ein Lösegeld entführt. Huck kann entfliehen, indem er seinen Mord vortäuscht, und flieht mit dem entlaufenen Sklaven Jim auf einem Floß. |
| 1993      | Ermordet am 16. Juli                              | When the bough breaks                         | Michael Cohn                  | Thriller                                    | 98             | Ja     | Dr. Douglas Eben |
| 1994      | Police Academy 7 – Mission in Moskau              | Police Academy: Mission to Moscow             | Alan Metter                   | Komödie                                     | 83             | Ja     | Konstantine Konali, russischer Geschäftsmann und Verbrecher; Konali soll von Commandant Lassard und seiner Truppe gestellt und verhaftet werden. |
| 1994      | Fluke                                             | Fluke                                         | Carlo Carlei                  | Fantasy                                     | 90             | Ja     | |
| 1995      | Die Stadt der verlorenen Kinder                   | La cité des enfants perdus                    | Jean-Pierre Jeunet, Marc Caro | Fantasy                                     | 108            | Ja     | One, Kettensprenger und Bruder des entführten Denrée. |
| 1995      | Last Supper – Die Henkersmahlzeit                 | The Last Supper                               | Stacy Title                   | Komödie, Thriller                           | 92             | Ja     | |
| 1996      | DNA – Die Insel des Dr. Moreau                    | The Island of Dr. Moreau                      | John Frankenheimer            | Science Fiction, Horror                     | 97             | Ja     | |
| 1997      | Alien – Die Wiedergeburt                          | Alien: Resurrection                           | Jean-Pierre Jeunet            | Science Fiction, Horror                     | 103            | Ja     | Johner, Mitglied einer Gruppe von Weltraumpiraten. |
| 1997      | Prinz Eisenherz                                   | Prince Valiant                                | Anthony Hickox                | Fantasy, Abenteuer                          | 91             | Ja     | |
| 1998      | I Woke Up Early the Day I Died                    | I Woke Up Early the Day I Died                | Aris Iliopulos                | Komödie                                     | 84             | Ja     | Friedhofswärter |
| 1998–2000 | Die glorreichen Sieben                            | The Magnificent Seven                         | –                             | Fernsehserie, Western                       | 22 Folgen à 43 | Ja     | Josiah Sanchez, ex-Prediger und Mitglied der Glorreichen Sieben |
| 1999      | Im Fadenkreuz des Todes                           | Supreme Sanction                              | John Terlesky                 | Thriller                                    | 94             | Ja     | Direktor von „Sektion Alpha“ |
| 1999      | Happy, Texas                                      | Happy, Texas                                  | Mark Illsley                  | Komödie, Krimi                              | 99             | Ja     | |
| 1999      | Primal Force                                      | Primal Force                                  | Nelson McCormick              | Science-Fiction                             | 94             | Ja     | |
|           |                                                   |                                               |                               | 2000er                                      |                |        | |
| 2000      | Titan A.E.                                        | Titan A.E.                                    | Don Bluth, Gary Goldman       | Zeichentrick, Science-Fiction               | 94             | Ja     | Professor Sam Tucker, Leiter des Titan-Projekts (nur Stimme) |
| 2000      | The King’s Guard                                  | The King’s Guard                              | Jonathan Tydor                | Abenteuerfilm                               | 92             | Ja     | Lord Morton |
| 2001      | Duell – Enemy at the Gates                        | Enemy at the Gates                            | Jean-Jacques Annaud           | Kriegsfilm, Drama                           | 130            | Ja     | |
| 2001      | Shakedown                                         | Shakedown                                     | Brian Katkin                  | Actionfilm                                  | 90             | Ja     | |
| 2001      | Down – Steig ein, wenn du dich traust             | Down                                          | Dick Maas                     | Horror                                      | 107            | Ja     | Mr. Mitchell, Chef der Fahrstuhlfirma; Mitchell erlaubte dem Wissenschaftler Günther Steinberg, die Steuerung der Fahrstühle im Millenium Building durch Biochips kontrollieren zu lassen, die außer Kontrolle geraten und den Tod mehrerer Menschen verursachen. |
| 2002      | Blade II                                          | Blade II                                      | Guillermo del Toro            | Actionfilm                                  | 107            | Ja     | Reinhardt, ein Vampir und Teil der Eliteeinheit Bloodpack; Er unterstützt Blade beim Kampf gegen die „Reapers“ als gemeinsamen Feind der Menschen und Vampire. |
| 2002      | Boys on the Run                                   | Boys on the Run                               | Pol Cruchten                  | Actionfilm                                  | 97             | Ja     | |
| 2002      | Star Trek: Nemesis                                | Star Trek Nemesis                             | Stuart Baird                  | Science-Fiction                             | 116            | Ja     | Der Vizeroy, Stellvertreter des romulanischen Prätors Shinzon; der Vizeroy ist ein Remaner, der Shinzon, einen Klon von Jean Luc Picard, in den Delithium-Minen seines Heimatplaneten kennenlernte und bei seiner Machtergreifung auf Romulus unterstützt. |
| 2003      | Absolon                                           | Absolon                                       | David Barto                   | Science-Fiction                             | 92             | Ja     | |
| 2003      | Looney Tunes: Back in Action                      | Looney Tunes: Back in Action                  | Joe Dante                     | Komödie                                     | 91             | Ja     | ACME-Vizepräsident „Never Learning“; gemeinsam mit anderen Vizepräsidenten unterstützt er Mr Chairman in dessen Unternehmungen vor allem dadurch, ihm nicht zu widersprechen. |
| 2004      | Hellboy                                           | Hellboy                                       | Guillermo del Toro            | Fantasy                                     | 117            | Ja     | Hellboy, ein Dämon, der zur Zerstörung der Welt aus der Hölle beschworen wurde, dann jedoch bei Menschen aufwächst und als Dämonenjäger eingesetzt wird. |
| 2006      | Desperation                                       | Stephen King’s Desperation                    | Mick Garris                   | Horror                                      | 131            | Ja     | Deputy Collie Entragian, Polizist der Stadt Desperation; Entragian ist von dem Erddämonen Tak besessen und tötet fast die gesamte Bevölkerung von Desperation, bevor er die Familie Carver und andere Reisende in das Gefängnis sperrt. Da Entragians Körper durch den Dämon rasch zerfällt, braucht Tak ein neues Gefäß, das er durch Ellie Carver bekommt. |
| 2006      | 5ive Girls                                        | 5ive Girls                                    | Warren P. Sonoda              | Horror                                      | 93             | Ja     | Pater Drake, Lehrer und Priester in einer katholischen Erziehungsanstalt; Drake wird Zeuge, wie seine Schülerin Elisabeth von dem Dämon Legion besessen wird und wird 5 Jahre später von ihm getötet, während er eine der neuen Schülerinnen der Anstalt besessen hat. |
| 2006      | The Last Winter                                   | The Last Winter                               | Larry Fessenden               | Horror                                      | 101            | Ja     | |
| 2007      | Schwerter des Königs – Dungeon Siege              | In the Name of the King: A Dungeon Siege Tale | Uwe Boll                      | Fantasy-Abenteuerfilm                       | 122            | Ja     | Norick, ehemaliger Stallknecht der Königin und Freund des Farmers, der er gemeinsam mit der Dorfbevölkerung von Stonebridge aufgezogen hat. Er begleitet gemeinsam mit Bastian den Farmer, um dessen Frau zu befreien und den Tod dessen Sohnes zu rächen. |
| 2007      | Afro Samurai                                      | アフロサムライ (Transkription: Afuro Samurai) | Takashi Okazaki               | Anime                                       | 22             | k. A.  | Justice; Synchronstimme |
| 2008      | Outlander                                         | Outlander                                     | Howard McCain                 | Fantasy-Abenteuerfilm                       | 115            | Ja     | Gunnar, ein Wikingerkönig dessen Dorf von einem außerirdischen Raubtier zerstört wurde. |
| 2008      | Mutant Chronicles                                 | The Mutant Chronicles                         | Simon Hunter                  | Science-Fiction                             | 111            | Ja     | Bruder Samuel, ein Mönch, der eine Spezialeinheit zur Zerstörung eines Raumschiffs zusammenstellt, das für die Umwandlung von Menschen in Mutanten verantwortlich ist. |
| 2008      | Hellboy – Die goldene Armee                       | Hellboy II: The Golden Army                   | Guillermo del Toro            | Science-Fiction                             | 120            | Ja     | Hellboy; Hellboy versucht, den Prinzen Nuada aufzuhalten, der mit Hilfe einer Krone eine Goldene Armee riesenhafter Krieger erweckt, um die Menschheit auszulöschen. |
| 2008      | Star Wars: The Clone Wars                         | Star Wars: The Clone Wars                     | -                             | Fernsehserie, Zeichentrick, Science-Fiction | 21             | Ja     | Gha Nachkt, Trandoschianer und Besitzer der Vulture’s Claw (nur Stimme) |
| 2008      | I Sell the Dead                                   | I Sell the Dead                               | Glenn McQuaid                 | Komödie, Horror                             | 85             | Ja     | |
| seit 2008 | Sons of Anarchy                                   | Sons of Anarchy                               | k. A.                         | Fernsehserie                                | je 45          | Ja     | Clarence „Clay“ Morrow, Präsident der Motorradgang „Sons of Anarchy“ |
| 2009      | The Devil’s Tomb                                  | The Devil’s Tomb                              | Jason Connery                 | Horror                                      | 90             | Ja     | |
| 2009      | Dark Country                                      | Dark Country                                  | Thomas Jane                   | Mystery, Thriller                           | 85             | Ja     | |
|           |                                                   |                                               |                               | 2010er                                      |                |        | |
| 2010      | Bunraku                                           | Bunraku                                       | Guy Moshe                     | Action                                      | 124            | Ja     | Nicola, der Holzfäller; Nicola ist der Anführer einer Gang in einer postapokalyptischen Welt und der mächtigste Mann östlich des Atlantiks. Er wird von dem „Drifter“ herausgefordert und getötet. |
| 2010      | Killer Expendables                                | Killer by Nature                              | Douglas S. Younglove          | Thriller                                    | 90             | Ja     | Dr. Jonas Julien, ein Spezialist für Traumanalyse und Schlafstörungen |
| 2010      | Rapunzel – Neu verföhnt                           | Tangled                                       | Nathan Greno, Byron Howard    | Zeichentrick                                | 100            | Ja     | Die Stabbington-Brüder (nur Stimme) |
| 2011      | Der letzte Tempelritter                           | Season of the Witch                           | Dominic Sena                  | Mystery                                     | 95             | Ja     | Felson, ehemaliger Krieger im Auftrag der Tempelritter, der gemeinsam mit dem Ritter Behmen von Bleibruck nach einer Schlacht desertiert; sie werden nach ihrer Rückkehr gefangen genommen und gezwungen, die mutmaßliche Hexe Anna in ein entferntes Kloster zu bringen. |
| 2011      | Conan                                             | Conan                                         | Marcus Nispel                 | Fantasy                                     | 113            | Ja     | Corin, Vater von Conan |
| 2011      | Drive                                             | Drive                                         | Nicolas Winding Refn          | Action                                      | 100            | Ja     | Nino, ein Mafia-Gangster jüdischer Abstammung |
| seit 2011 | Adventure Time – Abenteuerzeit mit Finn und Jake  | Adventure Time with Finn & Jake               | k. A.                         | Fernsehserie, Anime                         | je 11          | Ja     | Lich (nur Stimme) |
| 2012      | The Scorpion King 3 – Kampf um den Thron          | The Scorpion King 3: Battle for Redemption    | Roel Reiné                    | Fantasy, Action                             | 104            | Ja     | Horus |
| 2012      | 3, 2, 1... Frankie Go Boom                        | 3, 2, 1... Frankie Go Boom                    | Jordan Roberts                | Filmkomödie                                 | 90             | Ja     | Perlman in einer ungewöhnlichen Frauenrolle: als Phyllis, eine transsexuelle Hackerin, die ein belastendes Sex-Video löschen soll |
| 2012      | Bad Ass                                           | Bad Ass                                       | Craig Moss                    | Action                                      | 90             | Ja     | Bürgermeister Williams, ein korrupter Bürgermeister |
| 2012      | The Punisher: Dirty Laundry                       | The Punisher: Dirty Laundry                   | Phil Joanou                   | Action                                      | 10             | Ja     | Big Mike, ein im Rollstuhl sitzender Ladenbesitzer |
| 2013      | Pacific Rim                                       | Pacific Rim                                   | Guillermo del Toro            | Science-Fiction                             | 131            | Ja     | Hannibal Chau, Schwarzmarkthändler. Chau dominiert den Schwarzmarkt mit Kaijū-Überresten und soll für den Forscher Newton Geiszler ein Sekundärgehirn eines Kaijū besorgen. |
| 2013      | Percy Jackson – Im Bann des Zyklopen              | Percy Jackson: Sea of Monsters                | Thor Freudenthal              | Fantasy                                     | 106            | Ja     | Polyphem, ein einäugiger Riese (nur Stimme) |
| 2013      | -                                                 | Justice League: The Flashpoint Paradox        | Jay Oliva                     | Fantasy, Animation                          | 75             | Ja     | Deathstroke / Slade Wilson (nur Stimme) |
| 2014      | -                                                 | The Virginian                                 | Thomas Makowski               | Western                                     |                | Ja     | Richter Henry |
| 2014      | Manolo und das Buch des Lebens                    | The Book of Life                              | Jorge R. Gutierrez            | Fantasy, Animation                          |                | Ja     | Stimme von Xibalba |
| 2014      | Skin Trade                                        | Skin Trade                                    | Ekachai Uekrongtham           | Action                                      | 97             | Ja     | Viktor Dragovic, ein serbischer Mädchenhändler und Familienoberhaupt eines familiär organisierten Mädchenhändlerrings. Nachdem der Polizist Nick Cassidy bei einem Einsatz seinen Sohn tötet, rächt sich Dragovic bei diesem durch einen Anschlag, bei den Cassidys Frau getötet und seine Tochter entführt wird. Cassidy verfolgt Dragovic nach Kambodscha, wo er gemeinsam mit dem dort lebenden Polizisten Tony Vitayakul Jagd auf ihn macht und schließlich stellen und töten kann. |
| 2014      |                                                   | Poker Night                                   | Greg Francis                  | Action, Horror                              | 97             | Ja     | Calabrese |
| 2014      | The Blacklist                                     | The Blacklist                                 | Joe Carnaham                  | Fernsehserie, zwei Folgen                   | 97             | Ja     | Luther Braxton |
| seit 2014 | Hand of God                                       | Hand of God                                   | k. A.                         | Fernsehserie                                | je 60          | Ja     | Pernell Harris, Richter |
| 2015      |                                                   | Desiree                                       | Ross Clarke                   | Krimi, Action                               | 93             | Ja     | Anslinger |
| 2015      |                                                   | Moonwalkers                                   | Antoine Bardou-Jacquet        | Komödie                                     | 107            | Ja     | Kidman |
| 2015      | Stonewall                                         | Stonewall                                     | Roland Emmerich               | Drama                                       | 129            | Ja     | Ed Murphy, Besitzer des Clubs Stonewall Inn |
| 2015      | Teenage Mutant Ninja Turtles                      | Teenage Mutant Ninja Turtles                  | k. A.                         | Fernsehserie, Anime (3 Folgen)              | je 24          | Ja     | Armaggon, ein hai-artiger Kopfgeldjäger (nur Stimme) |
| 2015      |                                                   | The Bleeder                                   | Philippe Falardeau            | Biografie, Drama                            | 98             | Ja     | Al Braverman |
| 2016      | Phantastische Tierwesen und wo sie zu finden sind | Fantastic Beasts and Where to Find Them       | David Yates                   | Biografie, Drama                            | 133            | Ja     | Gnarlack |
| 2016–2018 | Trolljäger                                        | Trollhunters                                  | k. A.                         | Fernsehserie, Anime                         | je 23          | Ja     | Bular (nur Stimme) |
| 2017      |                                                   | Sergio & Serguéi                              | Ernesto Daranas               | Drama                                       | 93             | Ja     | Peter |
| 2018      | Die Wahrheit über den Fall Harry Quebert          | The Truth About The Harry Quebert Affair      | Jean-Jacques Annaud           | Fernsehserie, Drama                         | 7 Folgen à 45  | Ja     | Roy, Literaturagent |
|           |                                                   |                                               |                               | 2020er                                      |                |        | |
| 2020      | The Big Ugly                                      | The Big Ugly                                  | Scott Wiper                   | Action, Thriller                            | 107            | Ja     | Preston, Gangster |
| 2020      | Monster Hunter                                    | Monster Hunter                                | Paul W. S. Anderson           | Fantasy                                     | 103            | Ja     | Admiral |
| 2021      | Don’t Look Up                                     | Don’t Look Up                                 | Adam McKay                    | Komödie, Drama                              | 138            | Ja     | Benedict Drask, Kriegsveteran; Drask soll in einer Mission einen erdbedrohenden Asteroiden zerstören. |
| 2021      | Nightmare Alley                                   | Nightmare Alley                               | Guillermo del Toro            | Thriller, Horror                            | 150            | Ja     | Bruno |
| 2021      | The Last Victim – Spirale der Gewalt              | The Last Victim                               | Naveen A. Chathapuram         | Western, Thriller                           | 103            | Ja     | Sheriff Hickey |
| 2022      | Guillermo del Toros Pinocchio                     | Guillermo del Toro’s Pinocchio                | Guillermo del Toro            | Stop-Motion-Animationsfilm                  | 103            | Ja     | Stimme von Podestà |
| 2023      | Transformers: Aufstieg der Bestien                | Transformers: Rise of the Beasts              | Steven Caple Jr.              | Science-Fiction, Action                     | 103            | Ja     | Stimme von Optimus Primal |
| 2023      | Day of the Fight                                  | Day of the Fight                              | Jack Huston                   | Drama                                       | 103            | Ja     | Stevie |
| 2024      | The Instigators                                   | The Instigators                               | Doug Liman                    | Komödie                                     | 103            | Ja     | Bürgermeister Miccelli |
| 2024      | Absolution                                        | Absolution                                    | Hans Petter Moland            | Action                                      | 103            | Ja     | |